# Only Love Survives
Only Love Survives este o piesă interpretată de cântărețul din Irlanda Ryan Dolan și va reprezenta țara la Concursul Muzical Eurovision 2013 din Suedia.
Piesa a debutat la postul de radio RTÉ Radio 1 în timpul emisiuni Mooney pe 7 februarie 2013. La câteva zile după apariția pe radio piesa a putut fi descărcată pe ITunes.